# توم باترسون (لاعب كرة قاعدة)
توم باترسون (بالإنجليزية: Tom Patterson)‏ هو لاعب كرة قاعدة أمريكي، ولد في 1845 في نيويورك في الولايات المتحدة، وتوفي بنفس المكان في 31 مايو 1900.